# Список претендентов на премию «Оскар» за лучший фильм на иностранном языке от Казахстана
Список претендентов на премию «Оскар» за лучший фильм на иностранном языке от Казахстана содержит в себе все фильмы, снятые Казахстаном с 1992 года, выдвинутые на премию «Оскар» в номинации «Лучший фильм на иностранном языке».
Только один казахстанский фильм («Монгол») был номинирован на премию. Два фильма («Келин» и «Айка») вошли в шорт-лист из девяти фильмов, но не попали в итоговую номинацию.

## Список фильмов
| Год (церемония) | Русское название                | Название на казахском языке | Языки                 | Название в заявке на номинацию | Режиссёры                                          | Результат      |
| --------------- | ------------------------------- | --------------------------- | --------------------- | ------------------------------ | -------------------------------------------------- | -------------- |
| 1992 (65-я)     | Гибель Отрара                   | Отырардың күйреуі           | казахский             | The Fall of Otrar              | Ардак Амиркулов                                    | Не номинирован |
| 2006 (79-я)     | Кочевник                        | Көшпенділер                 | казахский             | Nomad                          | Сергей Бодров-старший, Талгат Теменов, Иван Пассер | Не номинирован |
| 2007 (80-я)     | Монгол                          |                             | монгольский, путунхуа | Mongol                         | Сергей Бодров-старший                              | Номинирован    |
| 2008 (81-я)     | Тюльпан                         |                             | казахский, русский    | Tulpan                         | Сергей Дворцевой                                   | Не номинирован |
| 2009 (82-я)     | Келин                           | Келін                       |                       | Kelin                          | Ермек Турсунов                                     | Шорт-лист      |
| 2010 (83-я)     | Заблудившийся                   |                             | русский               | Strayed                        | Акан Сатаев                                        | Не номинирован |
| 2011 (84-я)     | Возвращение в «А»               |                             | русский               | Returning to the 'A'           | Егор Михалков-Кончаловский                         | Не номинирован |
| 2012 (85-я)     | Войско Мын Бала                 | Жаужүрек мың бала           | казахский             | Myn Bala                       | Акан Сатаев                                        | Не номинирован |
| 2013 (86-я)     | Шал                             | Шал                         | казахский             | The Old Man                    | Ермек Турсунов                                     | Не номинирован |
| 2015 (88-я)     | Жат                             | Жат                         | казахский             | Stranger                       | Ермек Турсунов                                     | Не номинирован |
| 2016 (89-я)     | Аманат                          | Аманат                      | казахский             | Amanat                         | Сатыбалды Нарымбетов                               | Не номинирован |
| 2017 (90-я)     | Дорога к матери                 | Анаға апарар жол            | казахский, русский    | The Road to Mother             | Акан Сатаев                                        | Не номинирован |
| 2018 (91-я)     | Айка                            |                             | русский, киргизский   | Ayka                           | Сергей Дворцевой                                   | Шорт-лист      |
| 2019 (92-я)     | Казахское ханство. Золотой Трон | Қазақ хандығы. Алтын тақ    | казахский             | Kazakh Khanate — Golden Throne | Рустем Абдрашев                                    | Не номинирован |
| 2020 (93-я)     | Плач Великой Степи              | Ұлы Дала Зары               | казахский             | The Crying Steppe              | Марина Кунарова                                    | Не номинирован |
| 2021 (94-я)     | Жёлтая кошка                    | Сары мысық                  | русский               | Yellow Cat                     | Адильхан Ержанов                                   | Не номинирован |